# Ligonggang (köpinghuvudort i Kina, Hunan Sheng, lat 29,09, long 111,20)
Ligonggang är en köpinghuvudort i Kina. Den ligger i provinsen Hunan, i den södra delen av landet, omkring 200 kilometer nordväst om provinshuvudstaden Changsha. Antalet invånare är 14 989. Befolkningen består av 7 212 kvinnor och 7 777 män. Barn under 15 år utgör 16,0 %, vuxna 15-64 år 69 %, och äldre över 65 år 14,0 %.
Runt Ligonggang är det ganska tätbefolkat, med 207 invånare per kvadratkilometer. Närmaste större samhälle är Qihe, 17,4 km öster om Ligonggang. I omgivningarna runt Ligonggang växer i huvudsak blandskog.
Genomsnittlig årsnederbörd är 1 751 millimeter. Den regnigaste månaden är maj, med i genomsnitt 282 mm nederbörd, och den torraste är december, med 30 mm nederbörd.